# Стаховський Лев Миколайович
Лев Микола́йович Стахо́вський (1911–1968) — лікар-оториноляринголог і громадський діяч, родом з Вінниці.

## Біографія
Народився в сім'ї доктора Миколи Стаховського та його дружини Стели-Стефанії (з дому фон Кірштейн). Родина мала шляхетське походження та належала до гербу Огоньчик.
По закінченні Карлового Університету в Празі лікар у Чехословаччині й (з 1947) у Венесуелі (Каракасі); дійсний член НТШ. Праці з оториноларингології (переважно про туберкульоз горлянки) в мед. ж. Венесуелі й у «Лікарському Віснику». Стаховський був засновником і першим головою (1949—1953) Української Громади у Каракасі; автор публіцистичних статей.